# Cormeilles-en-Vexin
Cormeilles-en-Vexin é uma comuna francesa na região administrativa da Ilha de França, no departamento do Vale do Oise. Estende-se por uma área de 9.56 km². Em 2010 a comuna tinha 1 382 habitantes (densidade: 144,6 hab./km²).